# Pajala tingslag
Pajala tingslag var ett tingslag i norra Norrbotten. Tingsställe var Pajala. 
Tingslaget bildades 1830 genom en utbrytning ur Övertorneå tingslag och upphörde 1928 då verksamheten överfördes till Pajala och Korpilombolo tingslag. 
Tingslaget hörde till 1838 till Norrbottens domsaga, mellan 1839 och 1877 till Norrbottens norra domsaga och från 1877 till Torneå domsaga.

## Socknar
Tingslag omfattade följande socknar: 
- Pajala socken
- Junosuando socken från 1914 (utbruten ur Pajala socken)